# Wagram Music
Wagram Music – francuska niezależna wytwórnia fonograficzna z Paryża. W jej katalogu znajdują się różne gatunki muzyczne od francuskiej muzyki popularnej poprzez rock i hard rock, pop, muzykę świata, elektronikę, reggae, aż po soul, jazz czy blues. Artyści związani z tą wytwórnią to m.in. Corneille, Mass Hysteria, Amadou & Mariam oraz Gérald Genty.